# Nørrebros Runddel Station
Nørrebros Runddel Station er en undergrundsstation på den københavnske Metros cityring. Nørrebros Runddel Station ligger ved Nørrebros Runddel, på hjørnet mellem Jagtvej og Nørrebrogade. Stationen er beliggende i takstzone 2 og åbnede 29. september 2019.
Området er del af Assistens Kirkegårds Afdeling G.

## Stationens udformning
Stationen er udført med gule teglsten som reference til den gule mur, der omkranser Assistens Kirkegård. Forpladsen ligger på selve kirkegården med hovedtrappen vendende ud mod runddelen. Ydermere er der kun ét ovenlysvindue på grund af kirkegårdens miljø; til gengæld er ovenlysvinduet større end de øvrige på Cityringens stationer. Bagtrappen ligger umiddelbart vest for Graverboligen (der i øvrigt er placeret umiddelbart ovenover selve stationen). Ved bagtrappen er der desuden cykelparkering.[kilde mangler]